# Silvia Costa
Denna artikel handlar om den italienska politikern Silva Costa. För den kubanske friidrottaren Silva Costa, se Silvia Costa (höjdhoppare)
Silvia Costa, född 12 juni 1949 i Florens i Italien, är en italiensk politiker.
Silvia Costa är sedan 2009 invald för Partido Democratico till Europaparlamentet. Hon valdes till ordförande i Europaparlamentets utskott för kultur och utbildning i juli 2014.